# مكاك أسدي الذيل
مكاك أسدي الذيل (الاسم العلمي: Macaca silenus)  هو نوع من الحيوانات يتبع جنس المكاك من فصيلة سعادين العالم القديم، وهو متوطن في جبال الغات الغربية بجنوب الهند.